# Fiat Someca SOM 40
Le Fiat Someca SOM 40 est un tracteur agricole fabriqué par la filiale française du constructeur italien Fiat Trattori dans son usine de Nanterre à partir de 1957.
Le modèle, présenté en 1957, sera le second tracteur agricole de la nouvelle marque Someca créée pour l'occasion. Il était considéré comme l’un des plus gros tracteurs jamais construit pour le marché agricole français. Il fut fabriqué à l’usine SOMECA de Nanterre (92) à 18 741 exemplaires.

## Histoire
Depuis 1934, SAFAF, « Société Anonyme Française des Automobiles Fiat », ancienne société qui a donné naissance à Simca, importait puis fabriqua dans une usine à Nanterre, des automobiles Fiat sous licence. Elle importait également des tracteurs Fiat Trattori et Steyr en France.
En 1951, Simca, alors filiale automobile française du constructeur italien Fiat vient au secours de la société MAP en rachetant sa division tracteurs agricoles. Simca s’en servira de base pour la constitution de la « SOciété de MECAnique de la Seine » - SOMECA, destinée à produire les premiers tracteurs Someca et les pièces pour le SAV des derniers tracteurs MAP.

### Le tracteur Someca SOM 40
Lancé en 1957, le second tracteur Fiat-Someca sera le SOM 40, un tracteur qui a marqué de son empreinte l’histoire du machinisme agricole.
Inspirée de la politique commerciale de sa maison mère italienne, Fiat Trattori, dans une optique de perfectionnement et d’innovation continue, Someca n'aura de cesse d'améliorer la gamme SOM 40 qui verra se succéder 4 modèles entre 1957 et 1964 : le SOM 40 (1957 à 1959), le SOM 40B (1959 à 1960), le SOM 40H (1961 à 1963) et le Super SOM 40 (1963 à 1964). Une ultime évolution apparaît en 1964 avec le SOM 511.

### Caractéristiques techniques
- Dimensions : 
  - Longueur : 3.300 mm
  - Empattement: 2.030 mm
  - Garde au sol : 370 mm
  - Hauteur : 1.850 mm
  - Largeur : variable réglable de 1.300 à 2.000 mm
  - Poids : 2.330 kg
  - Pneumatiques avant : 600×19
  - Pneumatiques arrière : 14x28 ou 11x36
  - Capacité du réservoir : 56 litres (Gasoil)

- Moteur diesel injection directe Fiat-OM COID/45 - 4.156 cm3 - 45 Ch à 1.600 tr/min, à double turbulence, démarreur électrique,
- Boite de vitesse : 7 vitesses AV (vitesse maxi : 21,6 km/h) - 2 vitesses AR (vitesse maxi : 10,9 km/h),
- Attelage 3 points,
- Blocage du différentiel,
- Freins à disques : 2 pédales indépendantes, jumelables,
- Prise de force indépendante de série, de 570 tr/min,
- Crochet d’attelage de remorque amovible,
- Barre d’attelage avec timon oscillant (7 positions horizontales et 3 verticales),
- Accélérateur au pied et commande d’accélération à main.